# Acqua e Sapone Calcio a 5 2018-2019
La voce raccoglie i dati riguardanti l'Acqua e Sapone Calcio a 5, squadra di calcio a 5 militante in serie A, nelle competizioni ufficiali del 2018-2019.

## Trasferimenti

### Sessione estiva
| Luciano Avellino   | Kaos               |
| Leandro Cuzzolino  | Ferro Carril Oeste |
| Marco Ercolessi    | svincolato         |
| Gabriel Miraglia   | Italservice        |
| Altre operazioni   |                    |
| Federico Caporale  | svincolato         |
| Isaia Casciano     | svincolato         |
| Luan Fiuza         | São José Pinhais   |
| Leandro Liviero    | svincolato         |
| Filippo Lupinetti  | svincolato         |
| Yari Onnembo       | Orione Avezzano    |
| Daniele Piccirilli | svincolato         |
| Carlo Zappacosta   | svincolato         |

| Bocão              | Feldi Eboli       |
| Andrei Bordignon   | Real Dem          |
| Júnior             | ritirato          |
| Francesco Mambella | Tombesi           |
| Altre operazioni   |                   |
| Tiago Amarchande   | Bisceglie         |
| Manuel Comignani   | Lions Bucchianico |
| Andrea D'Uva       | CUS Molise        |
| Luca Marcone       | Hatria            |
| Alessio Menichella | Latina            |
| Sergio Quílez      | Noia              |
| William Rocha      | Mantova           |

### Sessione invernale
| Alessandro Fior | Giorgione |

| Edgar Bertoni    | CAME Treviso |
| Gabriel Miraglia | Altamarca    |

## Prima squadra
| N° | Naz.                 | Ruolo | Sportivo            | Anno     |  |  |
| -- | -------------------- | ----- | ------------------- | -------- |  |  |
| 1  | Italia (bandiera)    | POR   | Stefano Mammarella  | 02.02.84 |  |  |
| 2  | Italia (bandiera)    | DIF   | Marco Ercolessi     | 15.05.86 |  |  |
| 3  | /                    | UNI   | Gabriel Lima        | 19.08.87 |  |  |
| 7  | Argentina (bandiera) | LAT   | Leandro Cuzzolino   | 21.05.87 |  |  |
| 8  | /                    | DIF   | Murilo Ferreira     | 10.03.89 |  |  |
| 9  | /                    | UNI   | Fabricio Calderolli | 22.01.86 |  |  |
| 10 | Brasile (bandiera)   | PIV   | Lukaian Baptista    | 07.04.83 |  |  |
| 11 | /                    | PIV   | Júlio De Oliveira   | 08.06.91 |  |  |
| 14 | /                    | POR   | Gabriel Miraglia    | 02.07.87 |  |  |
| 15 | /                    | LAT   | Edgar Bertoni       | 24.09.81 |  |  |
| 17 | Italia (bandiera)    | POR   | Mirco Casassa       | 09.10.92 |  |  |
| 18 | /                    | LAT   | Wellington Coco     | 20.01.88 |  |  |
| 19 | Argentina (bandiera) | DIF   | Luciano Avellino    | 12.12.88 |  |  |
| 20 | /                    | LAT   | Jonas               | 24.05.84 |  |  |

## Under 19
| N° | Naz.               | Ruolo | Sportivo                   | Anno     |  |  |
| -- | ------------------ | ----- | -------------------------- | -------- |  |  |
| 4  | Italia (bandiera)  | LAT   | Michele Iervolino          | 14.06.01 |  |  |
| 5  | Italia (bandiera)  | LAT   | Mirco Trabucco             | 14.08.01 |  |  |
| 6  | Italia (bandiera)  | LAT   | Isaia Casciano             | 01.02.99 |  |  |
| 12 | Brasile (bandiera) | POR   | Luan Fiuza                 | 22.09.98 |  |  |
| 13 | Italia (bandiera)  | POR   | Nicolas Di Francescantonio | 04.02.01 |  |  |
| 16 | Italia (bandiera)  | PIV   | Filippo Lupinetti          | 10.09.01 |  |  |